# 张渭清
张渭清（1915年—1997年），代名陈永福，浙江慈溪人，新四军及中国人民解放军海军军官。

## 生平
张渭清是浙江省慈溪市周巷镇悦来市村人。1938年2月，张渭清参加新四军，历任新四军军部卫生处战工社主任、供给部总务科代科长、一师采办处处长、苏中军区上海地下采办组组长等职。1942年，他接受中共苏中军区粟裕司令的命令，去上海采办军用物资、通信器材和医疗用品。1943年9月初，张渭清（代号“小老大”）、吴明义和郭熙炜奉粟裕之命，到上海采购准备生产杀害力较大的迫击炮、平射炮的设备，以及无缝钢管等原材料。他们在上海地下党的帮助下，通过大中华造船厂工人在斜桥开的小机器厂加工完成了200门八二炮炮座和300门六O炮炮座。此外他在吴淞外马路的宝丰渝行建立新四军第一师采购秘密联络点，利用龚锦饮、胡老九、顾伯祥等上层人物的关系，取得了伪海军司令部出的证明。
中华人民共和国成立后，因三反五反被批斗。1960年，东海舰队司令员陶勇派张渭庆到离台湾海峡附近基地负责后勤。文化大革命期间再次受到迫害。1980年，出任东海舰队副参谋长。

## 其他
1960年中国海燕电影制片厂拍摄的电影《51号兵站》，他是电影编剧之一，亦被认为是电影主角的原型。